# Naaran
Naaran, également orthographié Na'aran (en hébreu : נערן ; en grec ancien : Νεαρὰν), était un village juif de Judée aux Ve et VIe siècles, en actuelle Cisjordanie. Des restes du villages ont été mis au jour à Éphraïm, entre Béthel et Jéricho. Le plancher en mosaïque d'une synagogue, orné de motifs du Zodiaque, a été découvert sur le site.
Naaran est mentionné dans la Bible (« 1 Chron  7:28 ») comme une ville faisant partie de l'est d'Éphraïm. Dans son Onomasticon, Eusèbe décrit Naaran comme « un village habité par des Juifs, à huit kilomètres de Jéricho ». La localité est aussi nommée dans un ouvrage de Flavius Josèphe (Antiquités judaïques, 17.13.1) sous son nom grec, ainsi que dans le Midrash Rabba (Lévitique Rabba 23:5). Des inscriptions et des mosaïques en araméen extraites de la synagogue sont exposées dans un musée d'archéologie fondé par l'archéologue Yitzhak Magen à l'Auberge du Bon Samaritain.

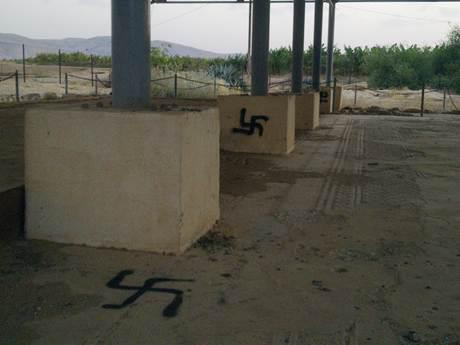
Des croix gammées taguées sur la synagogue antique de Naaran.

En mai 2012, la synagogue de Naaran est taguée de croix gammées et de drapeaux palestiniens. Le ministre israélien de la Diplomatie publique Yuli-Yoel Edelstein condamne cet acte et affirme que « l'incident montre une nouvelle fois que les lieux saints juifs doivent être sous souveraineté israélienne ».
La colonie israélienne de Niran (en) tient son nom du village de Naaran.

## Visites et événements récents
Aujourd'hui, des visites de la synagogue Naaran sont organisées presque tous les vendredis , après la prière de Shaharith dans la synagogue Shalom al Israel et une visite de Tel Jéricho et de la source d'Elisée.
Lors des fêtes juives (les jours intermédiaires de Pessah et de Souccot et les 8 jours de Hanoukka), des visites complètes de Jéricho, qui incluent la synagogue Naaran, sont également organisées.